# South Yorkshire
South Yorkshire er et ceremonielt grevskab og et storbyamt (Metropolitan County) i England. Det tilhører Yorkshire og Humber-regionen, og grænser op til West Yorkshire, North Yorkshire, East Riding of Yorkshire, Lincolnshire og Nottinghamshire.
I grevskabet er der fire selvstyrende storbykommuner (Metropolitan Boroughs). Der er The Metropolitan Borough of Barnsley, The Metropolitan Borough of Rotherham, The Metropolitan Borough of Sheffield og The Metropolitan Borough of Doncaster.